# Hans Kotter
Hans Kotter, född 1966 i Mühldorf am Inn, Bayern, Västtyskland, är en tysk konstnär som huvudsakligen arbetar med ljuseffekter och ljusets interaktion med omgivningen.

## Liv och Konst
Efter uppväxten i Tyskland flyttade Hans Kotter till New York för att 1993–1994 studera vid Art Students League of New York. Han studerade vidare på Mediadesign Hochschule (MD.H), Högskolan för Mediadesign, i München 2001–2003. Han har sedan 2003 bott och arbetat i Berlin. Åren 2007–2013 var han verksam som föreläsare på Staatliche Akademie der Bildenden Künste (Statliga Konsthögskolan) i Stuttgart.
Kotter är verksam inom fotografi, konceptkonst, ljus- och installationskonst. Ljusskulpturerna han är mest känd för är skapade med speglar och lampor som ändrar färg och eller samverkar med fotografier. Han har skapat både små individuella verk och storskaliga installationer.
År 2004 tilldelades Kotter Kulturpreis Bayern (Kulturpris Bayern) av E.ON Bayern AG i Konst och Arkitektur-kategorin.
Kotters konst har ställts ut på gallerier och museer i både Europa och USA sedan början på 1990-talet. Hans verk finns representerade i internationella konstsamlingar såsom: Borusan Collection i Istanbul; Kinetica Museum i London; Targetti Light Art Collection i Florens, Italien; Museum Ritter i Waldenbuch, Tyskland; Osthaus Museum i Hagen, Tyskland; Kunstmuseum Celle, Tyskland; MAKK Museum für Angewandte Kunst Köln, Tyskland; Villa Datris in L’Islesur la Sorgue, Frankrike; och Topping Rose House in Bridgehampton, NY, USA.

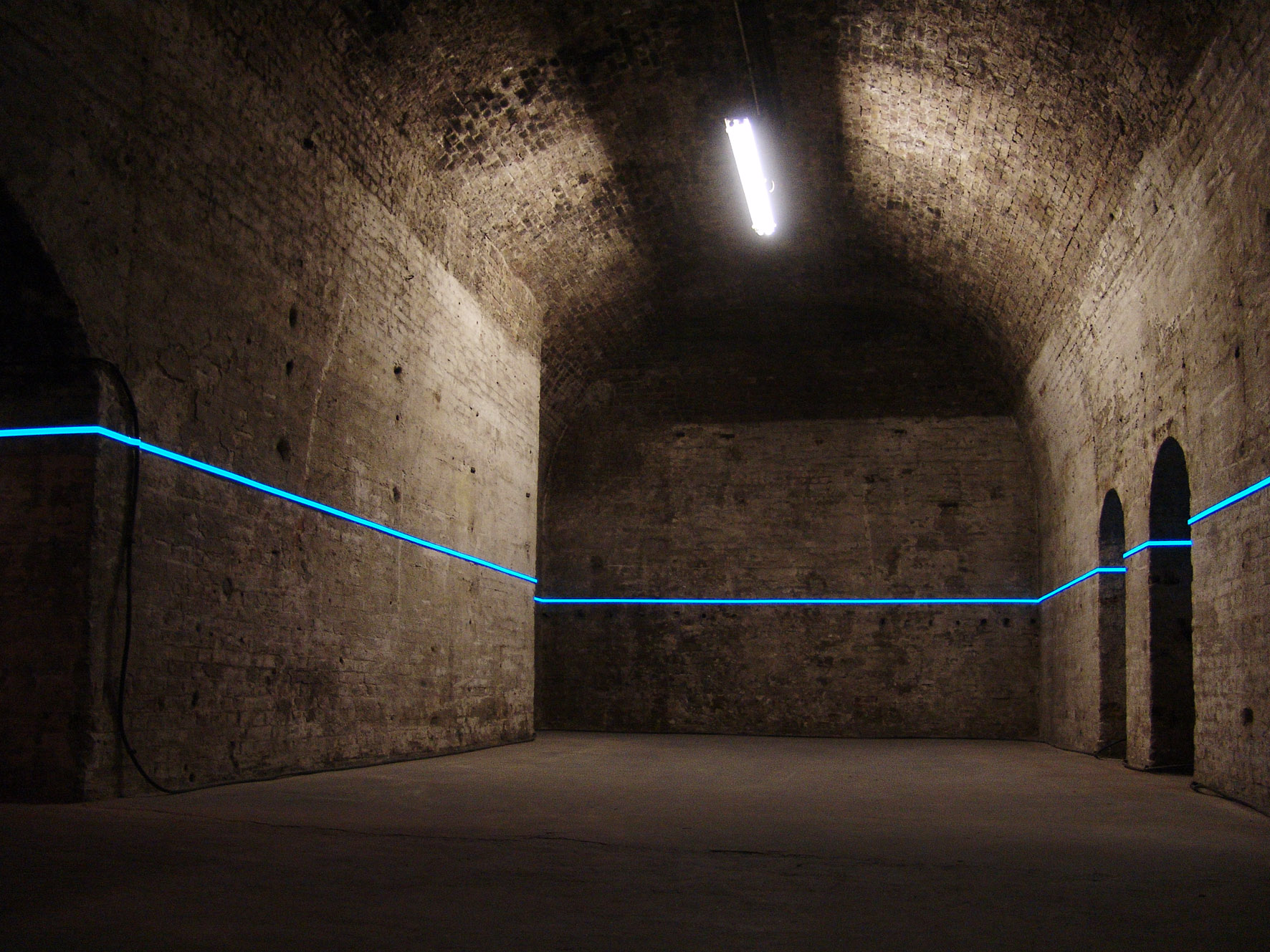
Balance, Shunt London, Kinetica Museum London - 2008
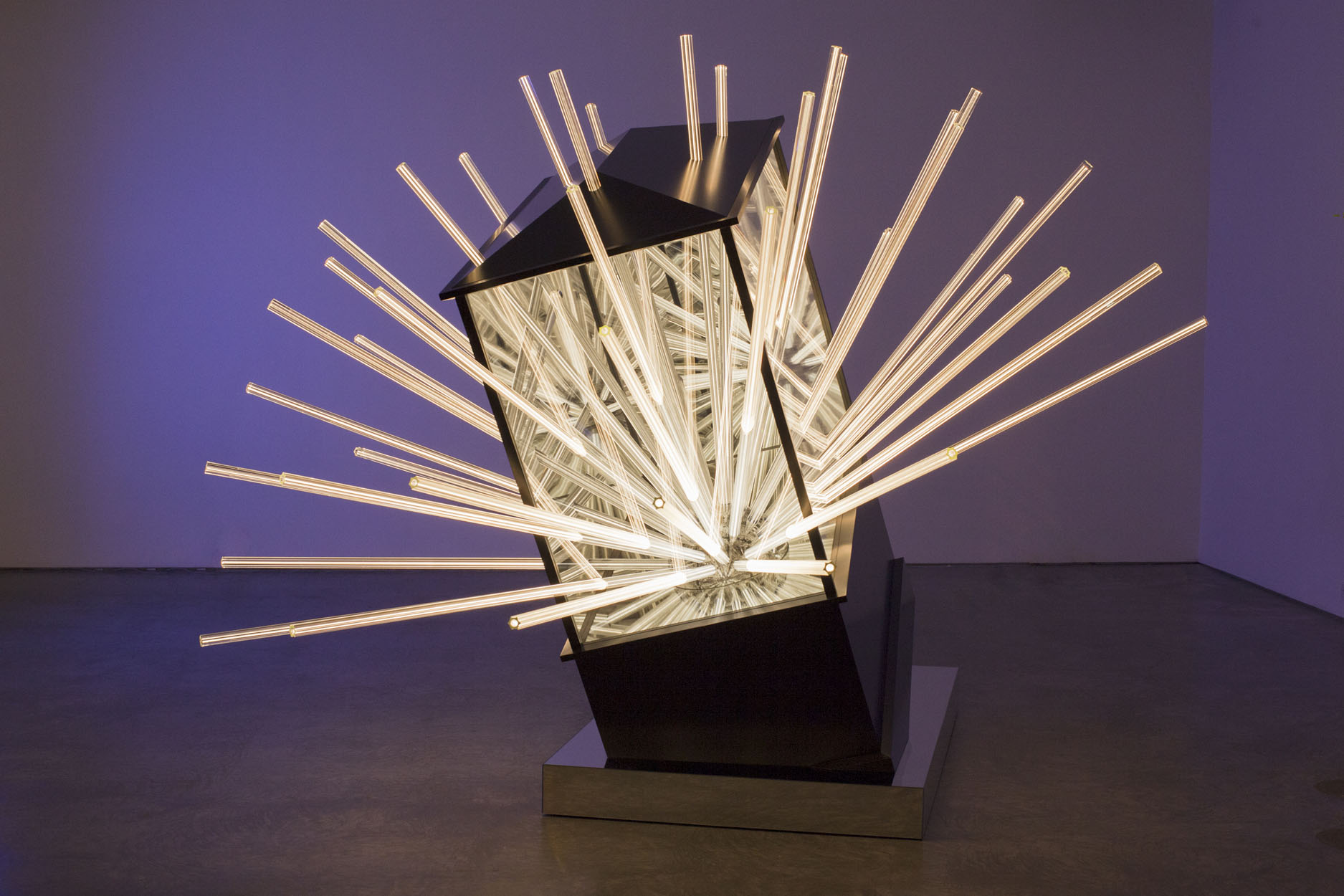
Big Bang….Interruption!, 2013
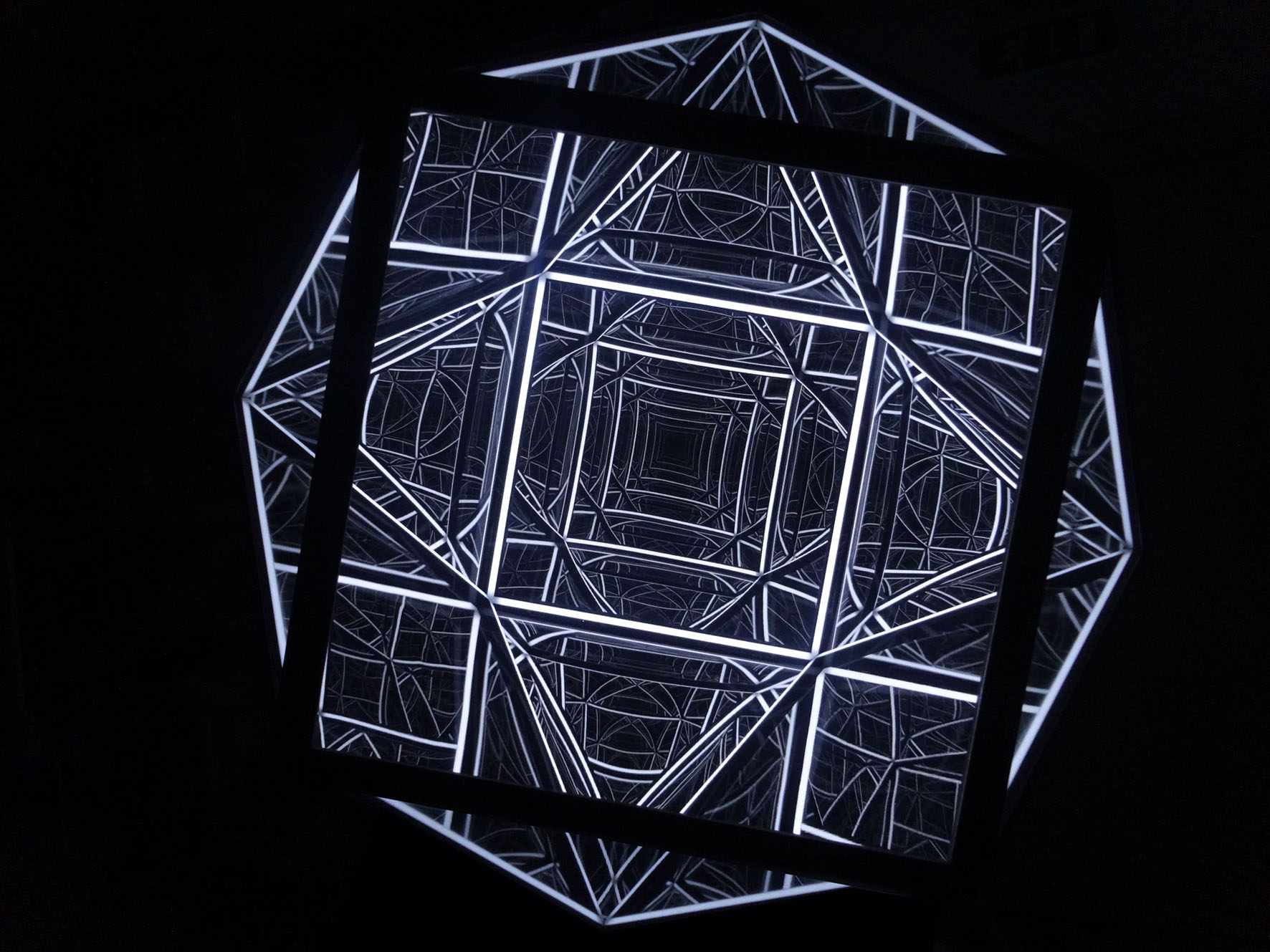
Point of View, 2017